# Cerro Cutancunué
El cerro Cutancunué es una elevación de la Sierra Cutancunué del sistema de los Patagónides, ubicado varios kilómetros al norte de la localidad de Paso de Indios y al sur de Paso del Sapo, entre los departamentos Languiñeo y Gastre, en la provincia del Chubut, Argentina. Con 1885 m s. n. m., es el pico culminante de dicho sistema, aunque otros autores señalan que en la provincia del Neuquén se encuentran las mayores cumbres del sistema, con crestas rocosas y aristas que superan los 2000 m s. n. m.